# اتوییل
اتوییل (به فرانسوی: Authuille) یک کمون در فرانسه است که در دپارتمان  سم در او-دو-فرانس واقع شده‌است. اتوییل ۳٫۵۸ کیلومتر مربع مساحت و ۱۷۰ نفر جمعیت دارد و ۷۶ متر بالاتر از سطح دریا واقع شده‌است.